# Enghelà
Enghelà è un villaggio dell'Eritrea.
È situato della regione Debub, a 28 km da Saganèiti, capoluogo distrettuale e circa 80 km da Asmara.
È un tipico villaggio dell'altipiano eritreo, posto tra Dekamerè e Saganèiti.
È abitato da circa 2.000 persone che vivono lavorando nella raffineria locale o di agricoltura, di sussistenza e di piccolo allevamento. Con lo scoppio del conflitto con l'Etiopia, agli abitanti si sono aggiunti circa 3.500 sfollati, provenienti dalla zona di Tsorona.
Ai piedi di Enghelà si trova il Centro di Salute, che è gestito dalle suore, in accordo con le autorità sanitarie eritree. 
Il Centro serve una ventina di villaggi, ed ha un bacino d'utenza di 35.000 persone.